# Стругала, Тадеуш
Тадеуш Стругала (пол. Tadeusz Strugała; род. 10 февраля 1935, Катовице) — польский дирижёр.
Окончил Вроцлавскую музыкальную академию, учился также в Лейпциге и Венеции. В 1969—1980 гг. возглавлял Вроцлавский филармонический оркестр, одновременно в 1975—1976 гг. руководил Национальным симфоническим оркестром Польского радио, затем в 1977—1982 гг. Президентским симфоническим оркестром Турции. В 1979—1990 гг. постоянный дирижёр Варшавского филармонического оркестра, одновременно в 1981—1986 гг. главный дирижёр Краковского филармонического оркестра, в 1990—1993 гг. — Оркестра Польского радио в Варшаве. В 2008 г. в течение года вновь возглавлял Краковский филармонический оркестр. Помимо руководства оркестрами, Стругала известен как художественный руководитель крупных польских музыкальных фестивалей: Фестиваля современной польской музыки во Вроцлаве (1969—1980), Фестиваля органной и клавесинной музыки во Вроцлаве (1969—1978), Международного фестиваля ораторий и кантат «Wratislavia Cantans» (1969—1996), Международного шопеновского фестиваля в городе Душники-Здруй (1975—1985).
В своих записях и концертных программах Стругала выступает как крупный специалист по польскому симфоническому репертуару XX века, включая произведения Витольда Лютославского, Кшиштофа Пендерецкого, Хенрика Гурецкого, Анджея Пануфника, Войцеха Киляра, Романа Палестера и других. Под руководством Стругалы был записан оркестровый саундтрек к фильму Романа Поланского «Пианист» (2002).